# 池州市第十一中学
池州市第十一中学（英語：Chizhou No.11 Middle School）是位于中国安徽省池州市清风街道的一所初级中学，隶属于池州市人民政府教育局。其前身为安徽省贵池中学的初中部。

## 历史
2005年，原安徽省贵池中学的高中部和初中部分离。其初中部迁至今池州市第十中学所在地，为池州市第十中学之前身。2010年，贵池中学更名为池州市第一中学并迁至今校区后，贵池中学秋浦分校改名为池州市第十中学。经池州市人民政府批准，贵池中学初中部原校区建立池州市第十一中学，乃池州市第一中学的初中部。2014年6月，不再隶属池州一中，改隶池州市教育局。

## 校徽
池州市第十一中学的校徽启用于2014年9月1日。其设计者是原2014级13班唐颖同学。校徽由凤凰和钢笔组成。凤凰环绕钢笔，指学校的办学理念的重心是促进学生的发展。标志以渐变的红色和橘红色为主色调，显示十一中学生积极进取的精神。凤凰尾部的分叉像“11”这个数字，凤凰环绕形成的椭圆与钢笔构成“中”字，二者形成“十一中”的校名。外圈中的银杏树叶，寓意该校悠久的历史和优良的品质；以绿色为底色，昭示学校生态环境良好，育人氛围向善向上。